# 紫喉鹃鵙
紫喉鹃鵙（学名：Campephaga quiscalina）是山椒鸟科鹃鵙属的一种，分布于安哥拉、贝宁、喀麦隆、中非共和国、刚果共和国、刚果民主共和国、科特迪瓦、赤道几内亚、加蓬、加纳、几内亚、肯尼亚、利比里亚、马里、尼日利亚、塞拉利昂、苏丹、坦桑尼亚、多哥、乌干达和赞比亚。其自然栖息地为亚热带或热带的干燥森林、亚热带或热带的湿润低地森林以及亚热带或热带的湿润山地林。